# Альтерглобализм

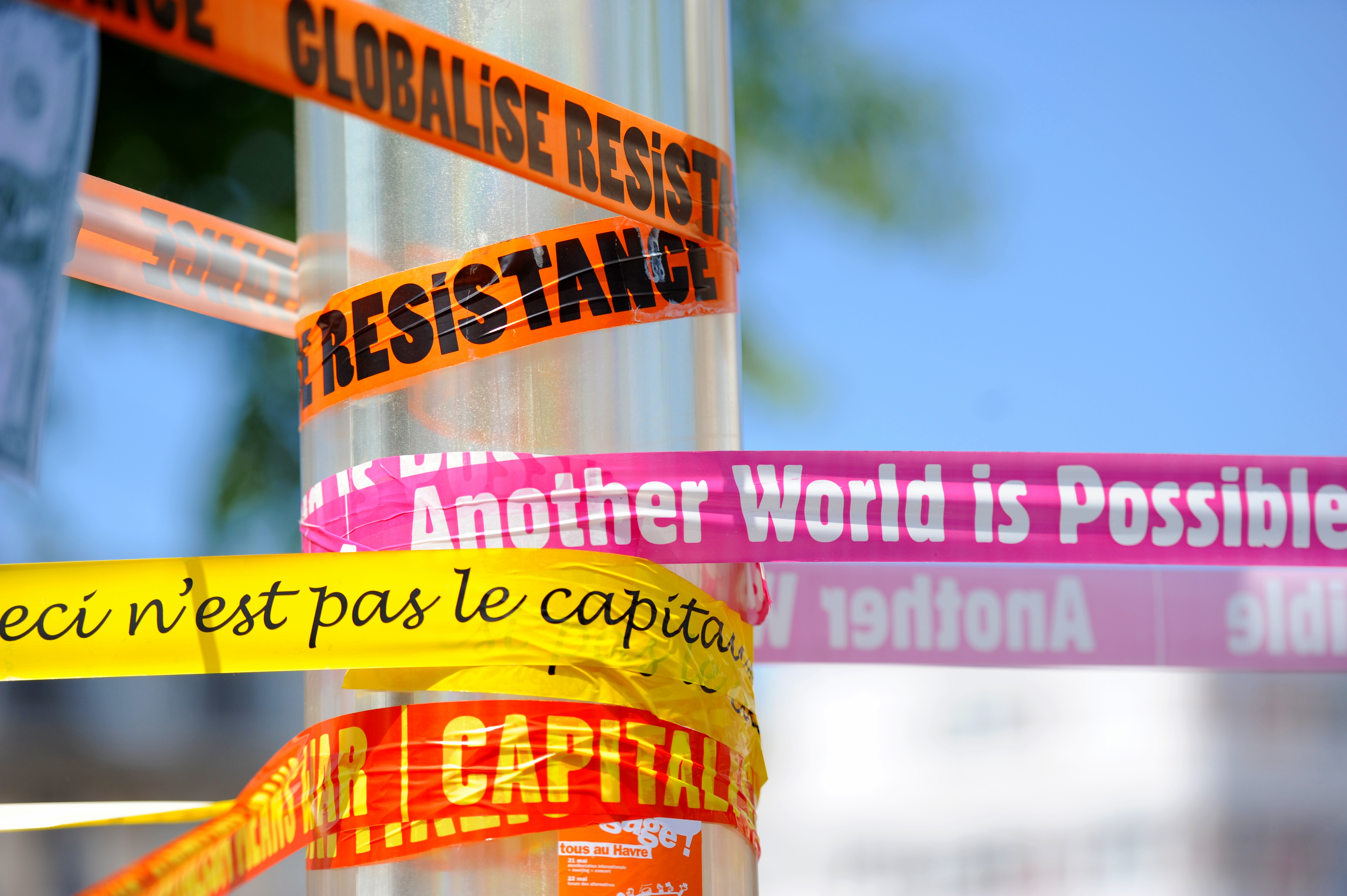
Демонстрация против «Большой восьмерки» в Гавре, Франция.

Альтерглобали́зм (также известное как альтернати́вная глобализа́ция или как антимондиали́зм — глобальные движения за справедливость) — общественное движение, появившееся в XX веке, ставящее своей целью альтернативные пути глобализации. Альтерглобалисты отвергают европейско-американскую либеральную модель глобализации, полагая, что она часто работает в ущерб, или не в полной мере способствует развитию человеческих ценностей, таких как охрана окружающей среды и природы, социальная справедливость, охрана труда, мультикультурализм и права человека, и пытаются найти иные пути развития процесса. Альтерглобалисты согласны, что процесс объединения мира объективен. Но они отвергают глобальную власть капитала, когда транснациональные корпорации превращаются в силу, сравнимую с силой государства.
Название альтерглобализм, возможно, было взято из популярного лозунга движения: «Другой мир возможен», которое вышло из Всемирного социального форума. Многие альтерглобалисты, в отличие от антиглобалистов, стараются избегать «роспуска местной экономики и катастрофических гуманитарных последствий». Большинство членов этого движения избегают «антиглобалистского» ярлыка, как уничижительного и неправильного, так как они активно поддерживают деятельность человечества в глобальном масштабе и не выступают против экономической глобализации как таковой.
Вместо этого они видят своё движение как альтернативу тому, что они называют неолиберальной глобализацией, в которой международные институты (Всемирная торговая организация, Всемирный банк, Международный валютный фонд и т. д.) и крупные корпорации работают на обогащение развитых стран мира, практически не обращая внимания на пагубные последствия своих действий на людей и окружающую среду в наименее развитых странах, странах, правительства которых часто слишком слабы или слишком коррумпированы, чтобы как-то противостоять или регулировать их деятельность. Это движение не следует путать с пролетарским интернационализмом, выдвинутым коммунистами, так как альтерглобалисты не обязательно являются противниками свободного рынка, выступая лишь против определённых видов рыночной деятельности, которые часто приводят к нарушениям прав человека.